# Arne Meyling
Arne Meyling (2. april 1903 – 1979) var en dansk skole- og museumsmand. 
Han var 1940-1972 lærer ved Espergærde skole. Han havde en stor interesse for historie, især lokalhistorie, og opbyggede en stor historisk samling, der omfattede såvel en betragtelig oldsagssamling, som en samling af nyere etnografisk materiale for især den daværende Tikøb Kommune. Hans samling blev hurtigt så stor, at sognerådet oprettede et lille museum på skolen, som blev statsanerkendt og siden blev udviklet til Egnsmuseet Flynderupgård. Meylings udstilling blev en blanding af traditionel genstandspræsentation og større og mindre panoramaer. Blandt museets udstillinger var en komplet bondestue og en komplet fiskerstue – et sidestykke til Nationalmuseets tilsvarende udstilling. Ligeledes lod han lave en tidstavle, der satte Danmarkshistorien ind i tidsmæssig sammenhæng med verdenshistoriske begivenheder. Museet opbyggede desuden en ganske stor samling af malerier, såvel landskabsmalerier som portrætmalerier. Da museet flyttede fra skolen til Flynderupgård, blev udstillingen udvidet med genstande indsamlede fra Øresundskystens fiskerlejer, hvilket førte til en særskilt temaudstilling om sundets stadefiskeri.
Arne Meyling udgav talrige artikler i pædagogiske tidsskrifter, hvor han særlig diskuterede undervisningen i historie i skolen, som han fandt lidet spændende og inkluderende. I denne forbindelse udgav han også bogen: Skole og Samfund – Om museumsgenstandes brug som grundlag for opdragelse (Grønbechs Forlag, København, 1964). Arne Meyling var tilhænger af, at skolebørn gennem iagttagelse og kontakt med genstande selv skulle danne sig indtryk af tidligere tiders forhold og indleve sig i datidige levevilkår.
Museet udgav i Meylings tid med ujævne mellemrum en årbog, "Saga", som indeholdt dels egnshistoriske, dels pædagogiske artikler.
Arne Meyling var initiativtageren til opstilling af "Ewaldsstenen" til minde om digteren Johannes Ewalds ophold på Søbækhus 1775-1777.